# 런웨이 (기업)
런웨이 AI(Runway AI), 런웨이(Runway) 및 런웨이ML(RunwayML)은 뉴욕에 본사를 둔 미국의 회사로, 생성형 인공지능 연구 및 기술을 전문으로 한다. 이 회사는 주로 비디오, 이미지 및 다양한 멀티미디어 콘텐츠 생성을 위한 제품 및 모델 개발에 중점을 둔다. 특히 상업용 텍스트-비디오 및 비디오 생성 AI 모델인 Gen-1, Gen-2, Gen-3 Alpha 및 Gen-4 개발로 가장 잘 알려져 있다.
런웨이의 도구와 AI 모델은 영화 에브리씽 에브리웨어 올 앳 원스를 비롯하여, 에이셉 라키, 칸예 웨스트, 브록햄튼, 더 댄디 워홀스를 포함한 아티스트들의 뮤직 비디오, 그리고 레이트 쇼 위드 스티븐 콜베어 및 탑 기어와 같은 TV 쇼 편집에 활용되었다.

## 역사
이 회사는 2018년 칠레 출신의 크리스토발 발렌수엘라, 알레한드로 마타말라, 그리고 그리스 출신의 아나스타시스 게르마니디스가 티시 예술대학에서 만나 설립했다. 회사는 2018년에 멀티미디어 애플리케이션 내에서 기계 학습 모델을 대규모로 배포하기 위한 플랫폼 구축을 위해 200만 달러를 모금했다.
2020년 12월, 런웨이는 시리즈 A 펀딩 라운드에서 850만 달러를 모금했다.
2021년 12월, 회사는 시리즈 B 펀딩 라운드에서 3,500만 달러를 모금했다.
2022년 8월, 회사는 뮌헨 대학교의 CompVis 그룹 및 스태빌리티 AI의 컴퓨팅 기부와 함께 개선된 버전의 잠재 확산 모델인 스테이블 디퓨전을 공동 출시했다.
2022년 12월 21일, 런웨이는 시리즈 C 라운드에서 5천만 달러를 모금했다. 이어서 2023년 6월에는 15억 달러의 가치로 1억 4,100만 달러의 시리즈 C 확장 라운드를 유치했다. 이 자금은 구글, 엔비디아, 세일즈포스닷컴로부터 유치되었으며, 영화 및 비디오 제작에 사용될 콘텐츠 생성을 위한 기반 멀티모달 AI 모델 구축에 사용된다.
2023년 2월, 런웨이는 간단한 웹 인터페이스를 통해 접근할 수 있는 최초의 상업용 및 공개 기반 비디오-투-비디오 및 텍스트-투-비디오 생성 모델인 Gen-1 및 Gen-2를 출시했다.
2023년 6월, 런웨이는 타임지에서 선정한 세계에서 가장 영향력 있는 100대 기업 중 하나로 선정되었다.
2025년 4월 3일, 런웨이는 제너럴 아틀란틱이 주도하는 자금 조달 라운드에서 3억 8백만 달러를 유치했으며, 이로써 회사의 가치는 30억 달러 이상으로 평가되었다.

## 서비스 및 기술
런웨이는 비디오, 미디어 및 예술을 위한 생성형 AI에 중점을 둔다. 이 회사는 영화 제작, 후반 작업, 광고, 편집, 시각 효과 전문가들이 활용할 수 있는 독점적인 기반 모델 기술 개발에 주력한다. 또한, 런웨이는 소비자를 대상으로 하는 IOS 앱을 제공한다.
런웨이 제품은 웹 플랫폼과 관리형 서비스로서 API를 통해 접근할 수 있다.

### 스테이블 디퓨전
스테이블 디퓨전은 런웨이와 뮌헨 대학교의 CompVis 그룹이 발표한 오리지널 논문 "Latent Diffusion Models를 이용한 고해상도 이미지 합성"을 기반으로 2022년에 출시된 오픈 소스 딥 러닝, 텍스트-이미지 모델이다. 스테이블 디퓨전은 주로 텍스트 설명에 따라 이미지를 생성하는 데 사용된다.

### Gen-1
Gen-1은 원본 비디오의 구조에 이미지 또는 텍스트 프롬프트의 구성과 스타일을 적용하여 새로운 비디오를 합성하는 비디오-투-비디오 생성형 AI 시스템이다. 이 모델은 2023년 2월에 출시되었다. Gen-1 모델은 런웨이 리서치의 오리지널 논문 "확산 모델을 이용한 구조 및 콘텐츠 가이드 비디오 합성"을 기반으로 런웨이가 훈련하고 개발했다. Gen-1은 비디오 생성을 위한 생성형 인공지능의 한 예시이다.

### Gen-2
Gen-2는 텍스트, 이미지 또는 비디오 클립을 사용하여 새로운 비디오를 생성할 수 있는 멀티모달 AI 시스템이다. 이 모델은 Gen-1의 연속이며, 텍스트에 따라 비디오를 생성하는 모달리티를 포함한다. Gen-2는 최초의 상업적으로 사용 가능한 텍스트-비디오 모델 중 하나이다.

### Gen-3 Alpha
Gen-3 Alpha는 대규모 멀티모달 학습을 위해 구축된 새로운 인프라에서 런웨이가 훈련한 차기 모델 시리즈 중 첫 번째이다. 이는 Gen-2에 비해 충실도, 일관성 및 동작 면에서 크게 개선되었으며, 일반 세계 모델 구축을 향한 한 단계이다.
Gen-3의 훈련 데이터는 수천 개의 유튜브 비디오와 잠재적으로 불법 복제된 영화에서 수집되었다. 전 런웨이 직원은 404 미디어에 회사 전체의 노력이 비디오를 스프레드시트에 컴파일하는 것이었으며, 이는 유튜브에 의해 차단되는 것을 피하기 위해 유튜브-dl을 통해 프록시 서버를 사용하여 다운로드되었다고 주장했다. 테스트에서 404 미디어는 유튜버의 이름이 해당 스타일의 비디오를 생성한다는 것을 발견했다.

### Gen-4
2025년 3월, 런웨이는 자사의 가장 진보된 AI 비디오 생성 모델인 Gen-4를 출시했다. 회사에 따르면, 이 모델은 참조 이미지와 텍스트 프롬프트를 사용하여 장면 전체에서 일관된 캐릭터, 개체 및 환경을 생성할 수 있다.

### AI 영화제
런웨이는 로스앤젤레스와 뉴욕에서 매년 AI 영화제를 개최한다.